# Zimbabwe Open
Het Zimbabwe Open is een golftoernooi in Harare, Zimbabwe, en maakt deel uit van de Sunshine Tour.
De eerste editie was in 1984 en van 1985 tot 1992 maakte de Zimbabwe Open deel uit van  de Safari Tour. In 1991 en 1992 maakte de Zimbabwe Open ook deel uit van de Challenge Tour. Vanaf 1993 werd het toernooi opgenomen in de First National Bank Tour, de voorganger van de latere Sunshine Tour. 
In 2002 was de economie in Zimbabwe zo slecht dat de sponsors zich terugtrokken en het toernooi geannuleerd werd. Pas in 2010 kon dit hervat worden, opnieuw binnen de Sunshine Tour. In 2019 kende het toernooi financiële problemen waardoor het werd geannuleerd. Als gevolg van de coronacrisis werd er ook in 2020 en 2021 geen toernooi georganiseerd. 

## Erelijst
| Jaar                          | Baan                                         | Winnaar                                      | Score                                        | Score                                        | Info                                                             |
| Zimbabwe Open                 | Zimbabwe Open                                | Zimbabwe Open                                | Zimbabwe Open                                | Zimbabwe Open                                | Zimbabwe Open                                                    |
| ----------------------------- | -------------------------------------------- | -------------------------------------------- | -------------------------------------------- | -------------------------------------------- | ---------------------------------------------------------------- |
| 1984                          | Royal Harare Golf Club                       | Anderson Rusike (am)                         | ?                                            | ?                                            |                                                                  |
| 1985                          | Royal Harare Golf Club                       | Malcolm MacKenzie                            | 281                                          | –7                                           |                                                                  |
| 1986                          | Royal Harare Golf Club                       | Stephen Bennett                              | 277                                          | -11                                          |                                                                  |
| 1987                          | Royal Harare Golf Club                       | Gordon J. Brand po                           | 277                                          | –11                                          |                                                                  |
| 1988                          | Royal Harare Golf Club                       | Roger Chapman                                | 275                                          | –6                                           |                                                                  |
| 1989                          | Royal Harare Golf Club                       | Vijay Singh                                  | 282                                          | –6                                           |                                                                  |
| 1990                          | Chapman Golf Club                            | Grant Turner                                 | 281                                          | -7                                           |                                                                  |
| 1991                          | Chapman Golf Club                            | Keith Waters po                              | 282                                          | –6                                           |                                                                  |
| 1992                          | Royal Harare Golf Club                       | Mark McNulty                                 | 272                                          | –16                                          |                                                                  |
| 1993                          | Chapman Golf Club                            | Tony Johnstone                               | 273                                          | –15                                          |                                                                  |
| 1994                          | Royal Harare Golf Club                       | Chris Williams po                            | 272                                          | –16                                          | Won de play-off van Andrew Pitts                                 |
| 1995                          | Royal Harare Golf Club                       | Nick Price                                   | 266                                          | –22                                          |                                                                  |
| 1996                          | Chapman Golf Club                            | Mark McNulty                                 | 270                                          | –18                                          |                                                                  |
| 1997                          | Chapman Golf Club                            | Nick Price                                   | 269                                          | –19                                          |                                                                  |
| 1998                          | Royal Harare Golf Club                       | Nick Price                                   | 271                                          | –17                                          |                                                                  |
| 1999                          | Chapman Golf Club                            | Jean Hugo                                    | 271                                          | –17                                          |                                                                  |
| CABS Old Mutual Zimbabwe Open |                                              |                                              |                                              |                                              |                                                                  |
| 2000                          | Royal Harare Golf Club                       | Mark McNulty                                 | 269                                          | –19                                          |                                                                  |
| 2001                          | Chapman Golf Club                            | Darren Fichardt                              | 275                                          | –13                                          |                                                                  |
| 2002/09                       | geen toernooi                                | geen toernooi                                | geen toernooi                                |                                              |                                                                  |
| Africom Zimbabwe Open         |                                              |                                              |                                              |                                              |                                                                  |
| 2010                          | Royal Harare Golf Club                       | Jbe' Kruger                                  | 269                                          | –19                                          |                                                                  |
| 2011                          | Royal Harare Golf Club                       | Theunis Spangenberg                          | 201                                          | –15                                          | Door het slechte weer werden er slechts 3 rondes gespeeld.       |
| Golden Pilsener Zimbabwe Open |                                              |                                              |                                              |                                              |                                                                  |
| 2012                          | Royal Harare Golf Club                       | Chris Swanepoel po                           | 273                                          | –15                                          | Won de play-off van Trevor Fisher Jr.                            |
| 2013                          | Royal Harare Golf Club                       | Jake Roos                                    | 274                                          | –14                                          |                                                                  |
| 2014                          | Royal Harare Golf Club                       | Jbe' Kruger                                  | 270                                          | –18                                          |                                                                  |
| 2015                          | Royal Harare Golf Club                       | Dean Burmester                               | 272                                          | –16                                          |                                                                  |
| 2016                          | Royal Harare Golf Club                       | Lyle Rowe                                    | 277                                          | –11                                          |                                                                  |
| Zimbabwe Open                 |                                              |                                              |                                              |                                              |                                                                  |
| 2017                          | Royal Harare Golf Club                       | J. C. Ritchie po                             | 272                                          | –16                                          | Ritchie won de play-off van Trevor Fisher Jr.                    |
| Old Mutual Zimbabwe Open      |                                              |                                              |                                              |                                              |                                                                  |
| 2018                          | Royal Harare Golf Club                       | Bryce Easton                                 | 272                                          | –16                                          |                                                                  |
| Zimbabwe Open                 |                                              |                                              |                                              |                                              |                                                                  |
| 2019                          | Geen editie omwille van financiële problemen | Geen editie omwille van financiële problemen | Geen editie omwille van financiële problemen | Geen editie omwille van financiële problemen | Geen editie omwille van financiële problemen                     |
| 2020                          | Geen editie omwille van de coronacrisis      | Geen editie omwille van de coronacrisis      | Geen editie omwille van de coronacrisis      | Geen editie omwille van de coronacrisis      | Geen editie omwille van de coronacrisis                          |
| 2021                          | Geen editie omwille van de coronacrisis      | Geen editie omwille van de coronacrisis      | Geen editie omwille van de coronacrisis      | Geen editie omwille van de coronacrisis      | Geen editie omwille van de coronacrisis                          |
| FBC Zim Open                  |                                              |                                              |                                              |                                              |                                                                  |
| 2022                          | Royal Harare Golf Club                       | Albert Venter po                             | 278                                          | –10                                          | Venter won de play-off van Louis Albertse en Stefan Wears-Taylor |
| 2023                          | Royal Harare Golf Club                       | Neil Schietekat                              | 277                                          | –11                                          |                                                                  |

| Toernooirecord |  | po = winnaar na play-off |